# Persone di nome Justin
| Questa pagina contiene informazioni ricavate automaticamente dalle voci biografiche con l'ausilio del template Bio e di un bot. L'aggiornamento è periodico e automatico e ricostruisce completamente la pagina. Se manca una persona in questa lista, sei pregato di non aggiungerla, ma accertati piuttosto che la sua voce biografica contenga il template Bio e che i dati anagrafici siano correttamente compilati. Se il template Bio manca, inseriscilo tu stesso o, in alternativa, metti l'avviso {{tmp\|Bio}} che ne segnala la mancanza. Se i dati riportati sono sbagliati, correggi direttamente la voce biografica; le modifiche saranno visibili in questa lista entro pochi giorni. Per chiarimenti vedi il progetto antroponimi. La lista contiene solo le 294 persone che sono citate nell'enciclopedia e per le quali è stato implementato correttamente il template Bio. Pagina aggiornata al 6 ago 2025. |

Questa è una lista di persone presenti nell'enciclopedia che hanno il nome Justin, suddivise per attività principale.

## Allenatori di calcio(1)
- Justin Edinburgh, allenatore di calcio e calciatore inglese (Basildon, n. 1969 - Londra, † 2019)

## Allenatori di football americano(1)
- Justin Griffith, allenatore di football americano e ex giocatore di football americano statunitense (Magee, n. 1980)

## Allenatori di hockey su ghiaccio(1)
- Justin Peca, allenatore di hockey su ghiaccio e ex hockeista su ghiaccio canadese (Toronto, n. 1970)

## Allenatori di pallacanestro(1)
- Sam Barry, allenatore di pallacanestro, allenatore di football americano e allenatore di baseball statunitense (Aberdeen, n. 1892 - Berkeley, † 1950)

## Allenatori di sci alpino(1)
- Justin Johnson, allenatore di sci alpino, ex sciatore alpino e ex sciatore freestyle statunitense (n. 1977)

## Allenatori di tennis(1)
- Justin Gimelstob, allenatore di tennis e ex tennista statunitense (Livingston, n. 1977)

## Animatori(1)
- Justin Wright, animatore, disegnatore e sceneggiatore statunitense (Sacramento, n. 1981 - Emeryville, † 2008)

## Annunciatori televisivi(1)
- Justin Roberts, annunciatore televisivo statunitense (Chicago, n. 1979)

## Arcieri(1)
- Justin Huish, arciere statunitense (Fountain Valley, n. 1975)

## Arcivescovi anglicani(1)
- Justin Welby, arcivescovo anglicano e teologo inglese (Londra, n. 1956)

## Artisti(1)
- Bruce LaBruce, artista, regista e scrittore canadese (Southampton, n. 1964)

## Artisti marziali misti(2)
- Justin Gaethje, artista marziale misto statunitense (Safford, n. 1988)
- Justin Willis, artista marziale misto statunitense (East Palo Alto, n. 1987)

## Astronomi(1)
- Justin Tilbrook, astronomo australiano

## Attivisti(1)
- Justin Knapp, attivista statunitense (Indianapolis, n. 1982)

## Attori(29)
- Justin Arnold, attore statunitense (De Queen)
- Justin Baldoni, attore e regista statunitense (Los Angeles, n. 1984)
- Justin Bartha, attore statunitense (Fort Lauderdale, n. 1978)
- Justin Berfield, attore e produttore cinematografico statunitense (Agoura Hills, n. 1986)
- Justin Bradley, attore canadese (Montréal, n. 1985)
- Justin Bruening, attore e modello statunitense (Chadron, n. 1979)
- Justin Chambers, attore e ex modello statunitense (Springfield, n. 1970)
- Justin Chapman, attore e giornalista statunitense (Altadena, n. 1985)
- Justin Chatwin, attore canadese (Nanaimo, n. 1982)
- Justin Chon, attore statunitense (Garden Grove, n. 1981)
- Justin Cooper, attore statunitense (Los Angeles, n. 1988)
- Justin Deas, attore televisivo statunitense (Connellsville, n. 1948)
- Justin Hartley, attore e regista statunitense (Knoxville, n. 1977)
- Justin Henry, attore statunitense (Rye, n. 1971)
- Justin Herwick, attore statunitense (Cerritos, n. 1970)
- Justin Hires, attore e comico statunitense (St. Petersburg, n. 1985)
- Justin Holborow, attore australiano (Sydney, n. 1996)
- Justin Kelly, attore canadese (Toronto, n. 1992)
- Justin Kirk, attore statunitense (Salem, n. 1969)
- Justin Long, attore statunitense (Fairfield, n. 1978)
- Justin Mentell, attore statunitense (Austin, n. 1982 - Mineral Point, † 2010)
- Justin Pierce, attore e skater britannico (Londra, n. 1975 - Paradise, † 2000)
- Justin Prentice, attore statunitense (Nashville, n. 1994)
- Justin Jon Ross, attore statunitense (n. 1985)
- Justin Shenkarow, attore e doppiatore statunitense (Torrance, n. 1980)
- Justin Theroux, attore statunitense (Washington, n. 1971)
- Justin Torkildsen, attore statunitense (Boulder, n. 1981)
- Justin Welborn, attore statunitense
- Justin Whalin, attore statunitense (San Francisco, n. 1974)

## Bassisti(2)
- Justin Chancellor, bassista britannico (Londra, n. 1971)
- Justin Meldal-Johnsen, bassista e produttore discografico statunitense (Eugene, n. 1970)

## Batteristi(1)
- Justin Foley, batterista statunitense (Simsbury, n. 1976)

## Bobbisti(2)
- Justin Kripps, bobbista canadese (Naalehu, n. 1987)
- Justin Olsen, bobbista statunitense (Lubbock, n. 1987)

## Calciatori(38)
- Justin Arboleda, calciatore colombiano (Bagadó, n. 1991)
- Justin Bakker, calciatore olandese (Amsterdam, n. 1998)
- Justin Bijlow, calciatore olandese (Rotterdam, n. 1998)
- Justin Braun, ex calciatore statunitense (Salt Lake City, n. 1987)
- Justin Cochrane, ex calciatore antiguo-barbudano (Hackney, n. 1982)
- Justin Cuero, calciatore ecuadoriano (Esmeraldas, n. 2004)
- Justin Dawano, ex calciatore francese (n. 1980)
- Justin Devenny, calciatore nordirlandese (Scozia, n. 2003)
- Justin Diehl, calciatore tedesco (Colonia, n. 2004)
- Justin Donawa, calciatore bermudiano (Hamilton, n. 1996)
- Justin Forst, calciatore austriaco (Innsbruck, n. 2003)
- Justin Grioli, calciatore maltese (n. 1987)
- Justin Haak, calciatore statunitense (Brooklyn, n. 2001)
- Justin Haber, calciatore maltese (Floriana, n. 1981)
- Justin Hammel, calciatore svizzero (Basilea, n. 2000)
- Justin Hoogma, calciatore olandese (Enschede, n. 1998)
- Justin Hoyte, calciatore britannico (Leytonstone, n. 1984)
- Justin Hubner, calciatore indonesiano ('s-Hertogenbosch, n. 2003)
- Justin Kluivert, calciatore olandese (Zaandam, n. 1999)
- Justin Lee, calciatore statunitense (n. 1990)
- Justin Lonwijk, calciatore olandese (Tilburg, n. 1999)
- Justin Mana'o, ex calciatore samoano americano (Kirkland, n. 1993)
- Justin Mapp, ex calciatore statunitense (Brandon, n. 1984)
- Justin Mathieu, calciatore olandese (Goirle, n. 1996)
- Justin Mengolo, calciatore camerunese (Yaoundé, n. 1993)
- Justin Meram, ex calciatore statunitense (Shelby, n. 1988)
- Justin Ndikumana, calciatore burundese (n. 1993)
- Justin Njinmah, calciatore tedesco (Amburgo, n. 2000)
- Justin Ogenia, calciatore olandese (Helmond, n. 1999)
- Justin Ospelt, calciatore liechtensteinese (Nassau, n. 1999)
- Justin Pierre, calciatore britannico (Grand Cayman, n. 1981)
- Justin Rennicks, calciatore statunitense (Boston, n. 1999)
- Justin Salmon, calciatore svedese (Stoccolma, n. 1999)
- Justin Shonga, calciatore zambiano (Chipata, n. 1996 - Lusaka, † 2024)
- Justin Smith, calciatore canadese (Parigi, n. 2003)
- Justin Springer, ex calciatore nevisiano (Burlington, n. 1993)
- Justin Vialaret, calciatore francese (Millau, n. 1883 - Marcelcave, † 1916)
- Justin de Haas, calciatore olandese (Zaandam, n. 2000)

## Cantanti(6)
- Justin Lee Brannan, cantante e chitarrista statunitense (Brooklyn, n. 1978)
- Justin Furstenfeld, cantante e chitarrista statunitense (Houston, n. 1975)
- Justin Hawkins, cantante britannico (Chertsey, n. 1975)
- Justin Quiles, cantante statunitense (Bridgeport, n. 1990)
- Justin Sane, cantante e chitarrista statunitense (Pittsburgh, n. 1973)
- Justin Wellington, cantante papuano (Lae, n. 1978)

## Cantautori(8)
- Justin Guarini, cantautore e attore teatrale statunitense (Columbus, n. 1978)
- Justin Bieber, cantautore e musicista canadese (London, n. 1994)
- Justin Gaston, cantautore, modello e attore statunitense (Pineville, n. 1988)
- Justin Moore, cantautore statunitense (Poyen, n. 1984)
- Justin Nozuka, cantautore statunitense (New York, n. 1988)
- Justin Timberlake, cantautore, ballerino e attore statunitense (Memphis, n. 1981)
- Justin Tranter, cantautore, stilista e attivista statunitense (Chicago, n. 1980)
- Justin Vernon, cantautore, polistrumentista e produttore discografico statunitense (Eau Claire, n. 1981)

## Cardinali(1)
- Justin Francis Rigali, cardinale e arcivescovo cattolico statunitense (Los Angeles, n. 1935)

## Ciclisti su strada(1)
- Justin Jules, ciclista su strada francese (Sartrouville, n. 1986)

## Compositori(1)
- Justin Hurwitz, compositore e sceneggiatore statunitense (Los Angeles, n. 1985)

## Critici cinematografici(1)
- Justin Chang, critico cinematografico statunitense (n. 1983)

## Danzatori(1)
- Justin Peck, ballerino e coreografo statunitense (Washington, n. 1987)

## Dirigenti sportivi(1)
- Justin Morrow, dirigente sportivo e ex calciatore statunitense (Cleveland, n. 1987)

## Disc jockey(1)
- 3LAU, disc jockey e produttore discografico statunitense (Syosset, n. 1991)

## Generali(1)
- Justin Clinchant, generale francese (Thiaucourt, n. 1820 - Parigi, † 1881)

## Ginnasti(1)
- Justin Spring, ginnasta statunitense (Houston, n. 1984)

## Giocatori di baseball(7)
- Justin Cicatello, giocatore di baseball statunitense (Buffalo, n. 1984)
- Justin Hampson, giocatore di baseball statunitense (Belleville, n. 1980)
- Justin Maxwell, giocatore di baseball statunitense (Olney, n. 1983)
- Justin Smoak, giocatore di baseball statunitense (Goose Creek, n. 1986)
- Justin Turner, giocatore di baseball statunitense (Long Beach, n. 1984)
- Justin Upton, giocatore di baseball statunitense (Norfolk, n. 1987)
- Justin Verlander, giocatore di baseball statunitense (Manakin-Sabot, n. 1983)

## Giocatori di football americano(48)
- Justin Agner, giocatore di football americano statunitense (Atlanta, n. 1997)
- Justin Bethel, giocatore di football americano statunitense (Sumter, n. 1990)
- Justin Blackmon, giocatore di football americano statunitense (Oceanside, n. 1990)
- Justin Blalock, giocatore di football americano statunitense (Dallas, n. 1983)
- Justin Britt, giocatore di football americano statunitense (Lebanon, n. 1991)
- Justin Brown, giocatore di football americano statunitense (Cheltenham, n. 1991)
- Justin Cole, giocatore di football americano statunitense (Pasadena, n. 1987)
- Justin Coleman, giocatore di football americano statunitense (Brunswick, n. 1993)
- Justin Eboigbe, giocatore di football americano statunitense (n. 2001)
- Justin Ellis, giocatore di football americano statunitense (Monroe, n. 1990)
- Justin Evans, giocatore di football americano statunitense (Wiggins, n. 1995)
- Justin Fargas, ex giocatore di football americano statunitense (Encino, n. 1980)
- Justin Fields, giocatore di football americano statunitense (Kennesaw, n. 1999)
- Justin Forsett, ex giocatore di football americano statunitense (Lakeland, n. 1985)
- Justin Gilbert, giocatore di football americano statunitense (The Woodlands, n. 1991)
- Justin Hall, giocatore di football americano statunitense (Douglasville, n. 1999)
- Justin Hardee, giocatore di football americano statunitense (Cleveland, n. 1994)
- Justin Hardy, giocatore di football americano statunitense (Vanceboro, n. 1991)
- Justin Herbert, giocatore di football americano statunitense (Eugene, n. 1998)
- Justin Herron, giocatore di football americano statunitense (Silver Spring, n. 1995)
- Justin Hollins, giocatore di football americano statunitense (Arlington, n. 1996)
- Justin Houston, giocatore di football americano statunitense (Chico, n. 1989)
- Justin Hunter, giocatore di football americano statunitense (Virginia Beach, n. 1991)
- Justin Jefferson, giocatore di football americano statunitense (St. Rose, n. 1999)
- Justin Lawler, giocatore di football americano statunitense (Pottsboro, n. 1994)
- Justin Layne, giocatore di football americano statunitense (Cleveland, n. 1998)
- Nnamdi Madubuike, giocatore di football americano statunitense (Dallas, n. 1997)
- Justin McCray, giocatore di football americano statunitense (Miami, n. 1992)
- Justin Medlock, giocatore di football americano statunitense (Fremont, n. 1983)
- Justin Miller, ex giocatore di football americano statunitense (Owensboro, n. 1984)
- Justin Murray, ex giocatore di football americano statunitense (Cincinnati, n. 1993)
- Justin Pugh, giocatore di football americano statunitense (Holland, n. 1990)
- Justin Reid, giocatore di football americano statunitense (Prairieville, n. 1997)
- Justin Rogers, ex giocatore di football americano statunitense (Baton Rouge, n. 1988)
- Justin Rogers, ex giocatore di football americano statunitense (Gardena, n. 1998)
- Justin Shorter, giocatore di football americano statunitense (Princeton, n. 2000)
- Justin Simmons, giocatore di football americano statunitense (Manassas, n. 1993)
- Justin Skule, giocatore di football americano statunitense (Clifton, n. 1996)
- Justin Smith, ex giocatore di football americano statunitense (Jefferson City, n. 1979)
- Justin Sottilare, giocatore di football americano e allenatore di football americano statunitense (Columbia)
- Justin Strnad, giocatore di football americano statunitense (Palm Harbor, n. 1996)
- Justin Trattou, giocatore di football americano statunitense (Maywood, n. 1988)
- Justin Tuck, ex giocatore di football americano statunitense (Kellyton, n. 1983)
- Justin Tucker, giocatore di football americano statunitense (Houston, n. 1989)
- Justin Walley, giocatore di football americano statunitense (Biloxi, n. 2002)
- J.D. Walton, giocatore di football americano statunitense (Lawton, n. 1987)
- Justin Watson, giocatore di football americano statunitense (Bridgeville, n. 1996)
- J.J. Watt, ex giocatore di football americano e attore statunitense (Waukesha, n. 1989)

## Golfisti(3)
- Justin Leonard, golfista statunitense (Dallas, n. 1972)
- Justin Rose, golfista inglese (Johannesburg, n. 1980)
- Justin Thomas, golfista statunitense (Louisville, n. 1993)

## Hockeisti su ghiaccio(7)
- Justin Faulk, hockeista su ghiaccio statunitense (South St. Paul, n. 1992)
- Justin Fazio, hockeista su ghiaccio canadese (Sarnia, n. 1997)
- Justin Kurtz, ex hockeista su ghiaccio canadese (Winnipeg, n. 1977)
- Justin McCarthy, hockeista su ghiaccio statunitense (Boston, n. 1899 - Centerville, † 1976)
- Justin Peters, hockeista su ghiaccio canadese (Blyth, n. 1986)
- Justin Pogge, ex hockeista su ghiaccio canadese (Fort McMurray, n. 1986)
- Justin Williams, hockeista su ghiaccio canadese (Cobourg, n. 1981)

## Letterati(1)
- Justin McCarthy, letterato irlandese (Cork, n. 1830 - Folkestone, † 1912)

## Militari(1)
- Justin Tuveri, militare italiano (Collinas, n. 1898 - Saint-Tropez, † 2007)

## Modelli(1)
- Justin Deeley, modello e attore statunitense (Louisville, n. 1986)

## Musicisti(2)
- Justin Broadrick, musicista, compositore e chitarrista britannico (Birmingham, n. 1969)
- Justin Mauriello, musicista statunitense (La Habra, n. 1975)

## Naturalisti(1)
- Justin Girod-Chantrans, naturalista e militare francese (Besançon, n. 1750 - Besançon, † 1841)

## Nuotatori(3)
- Justin Lemberg, ex nuotatore australiano (n. 1966)
- Justin Norris, nuotatore australiano (Newcastle, n. 1980)
- Justin Ress, nuotatore statunitense (Cary, n. 1997)

## Pattinatori di velocità su ghiaccio(1)
- Justin Warsylewicz, pattinatore di velocità su ghiaccio canadese (Regina, n. 1985)

## Personaggi televisivi(1)
- Alaska Thunderfuck, personaggio televisivo statunitense (Erie, n. 1985)

## Pesisti(1)
- Justin Anlezark, pesista australiano (Katherine, n. 1977)

## Piloti automobilistici(1)
- Justin Wilson, pilota automobilistico britannico (Sheffield, n. 1978 - Allentown, † 2015)

## Politici(5)
- Justin Ahomadegbé-Tomêtin, politico beninese (Abomey, n. 1917 - Cotonou, † 2002)
- Justin Amash, politico statunitense (Grand Rapids, n. 1980)
- Justin Marie Bomboko, politico della Repubblica Democratica del Congo (Boleke, n. 1928 - Bruxelles, † 2014)
- Justin Smith Morrill, politico statunitense (Strafford, n. 1810 - Washington, † 1898)
- Justin Trudeau, politico canadese (Ottawa, n. 1971)

## Produttori cinematografici(1)
- Justin Benson e Aaron Moorhead, produttore cinematografico, regista e montatore statunitense (San Diego, n. 1983)

## Psicologi(1)
- Justin Kruger, psicologo statunitense (California, n. 1965)

## Rapper(3)
- Ghetts, rapper britannico (Plaistow, n. 1984)
- Big K.R.I.T., rapper e produttore discografico statunitense (Meridian, n. 1986)
- Jesto, rapper italiano (Roma, n. 1984 - Roma, † 2025)

## Registi(4)
- Justin Chadwick, regista e attore britannico (Salford, n. 1968)
- Justin Francis, regista e fotografo statunitense (New York)
- Justin Kelly, regista e sceneggiatore statunitense (Jennings, n. 1978)
- Justin Kurzel, regista australiano (Gawler, n. 1974)

## Rugbisti a 15(5)
- Justin Bishop, rugbista a 15 e allenatore di rugby a 15 irlandese (Crawley, n. 1974)
- Justin Fitzpatrick, ex rugbista a 15 e allenatore di rugby a 15 irlandese (Chichester, n. 1973)
- Justin Harrison, rugbista a 15 e allenatore di rugby a 15 australiano (Sydney, n. 1974)
- Justin Marshall, ex rugbista a 15, conduttore televisivo e imprenditore neozelandese (Gore, n. 1973)
- Justin Tipuric, rugbista a 15 britannico (Neath, n. 1989)

## Sceneggiatori(4)
- Justin Kuritzkes, sceneggiatore e drammaturgo statunitense (Los Angeles, n. 1990)
- Justin Marks, sceneggiatore statunitense
- Justin Spitzer, sceneggiatore statunitense
- Justin Zackham, sceneggiatore, regista e produttore cinematografico statunitense (New York, n. 1980)

## Sciatori alpini(2)
- Justin Alkier, ex sciatore alpino canadese (n. 1998)
- Justin Murisier, sciatore alpino svizzero (Martigny, n. 1992)

## Sciatori freestyle(1)
- Justin Schoenefeld, sciatore freestyle statunitense (Lawrenceburg, n. 1998)

## Scrittori(7)
- Justin Cartwright, scrittore, regista e sceneggiatore britannico (Città del Capo, n. 1943 - Londra, † 2018)
- Justin Cronin, scrittore e anglista statunitense (New England, n. 1962)
- Justin D'Ath, scrittore neozelandese (Otaki, n. 1953)
- Justin Marozzi, scrittore, storico e giornalista britannico (n. 1970)
- Justin Raimondo, scrittore statunitense (White Plains, n. 1951 - Sebastopol, † 2019)
- Justin Somper, scrittore inglese (St Albans)
- Justin Torres, scrittore statunitense (New York, n. 1980)

## Slittinisti(2)
- Justin Krewson, slittinista statunitense (n. 1996)
- Justin Snith, ex slittinista canadese (Calgary, n. 1991)

## Storici(1)
- Justin Harvey Smith, storico statunitense (Boscawen, n. 1857 - Brooklyn, † 1930)

## Velocisti(2)
- Justin Gatlin, ex velocista statunitense (New York, n. 1982)
- Justin Robinson, velocista statunitense (Saint Louis, n. 2002)

## Wrestler(1)
- Bam Neely, ex wrestler statunitense (Robbinsdale, n. 1975)

## Senza attività specificata(3)
- Justin Dorey, ex sciatore freestyle canadese (Calgary, n. 1988)
- Justin Lamoureux, ex snowboarder canadese (Red Bank, n. 1976)
- Justin Reiter, ex snowboarder statunitense (Truckee, n. 1981)